# Wrzeczko
Wrzeczko – wieś w Polsce położona w województwie łódzkim, w powiecie łowickim, w gminie Łyszkowice.
Wieś arcybiskupstwa gnieźnieńskiego w ziemi sochaczewskiej województwa rawskiego w 1792 roku. W latach 1975–1998 miejscowość administracyjnie należała do województwa skierniewickiego.
Przez wieś przebiega droga wojewódzka nr 704.